# Crepidomanes latemarginale
Crepidomanes latemarginale là một loài thực vật có mạch trong họ Hymenophyllaceae. Loài này được (Eaton) Copel. miêu tả khoa học đầu tiên năm 1938.